# Острова Ксамил
Острова Ксамил (алб. Ishuj të Ksamilit) или Тетранские острова (алб. Ishuj të Tetranisit) — небольшой архипелаг островов в Ионическом море, состоящий из 4 небольших островов. Назван в честь села Ксамил, расположенного к востоку от островов — крупнейшего албанского курорта, привлекающего много зарубежных туристов. На некоторых из островов есть небольшие рестораны, на которые можно добраться на лодке.
Площадь всех четырёх островов составляет 7,1 га (0,071 км²): острова входят в национальный парк Бутринти. Территориально архипелаг относится к области Влёра, округу Саранда, коммуне Ксамил.

## Галерея

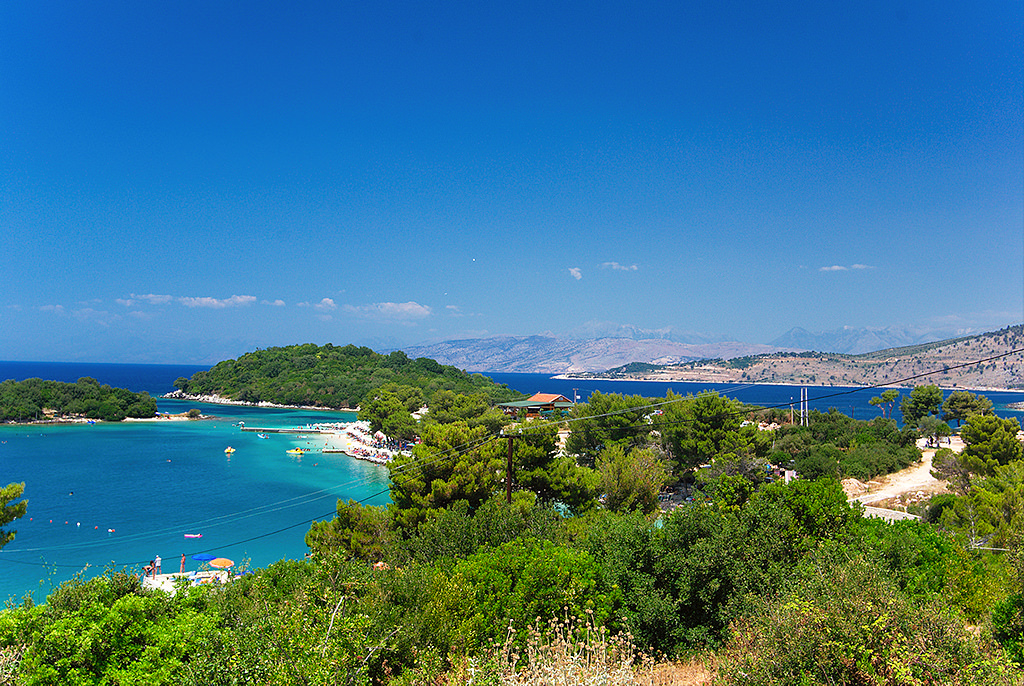
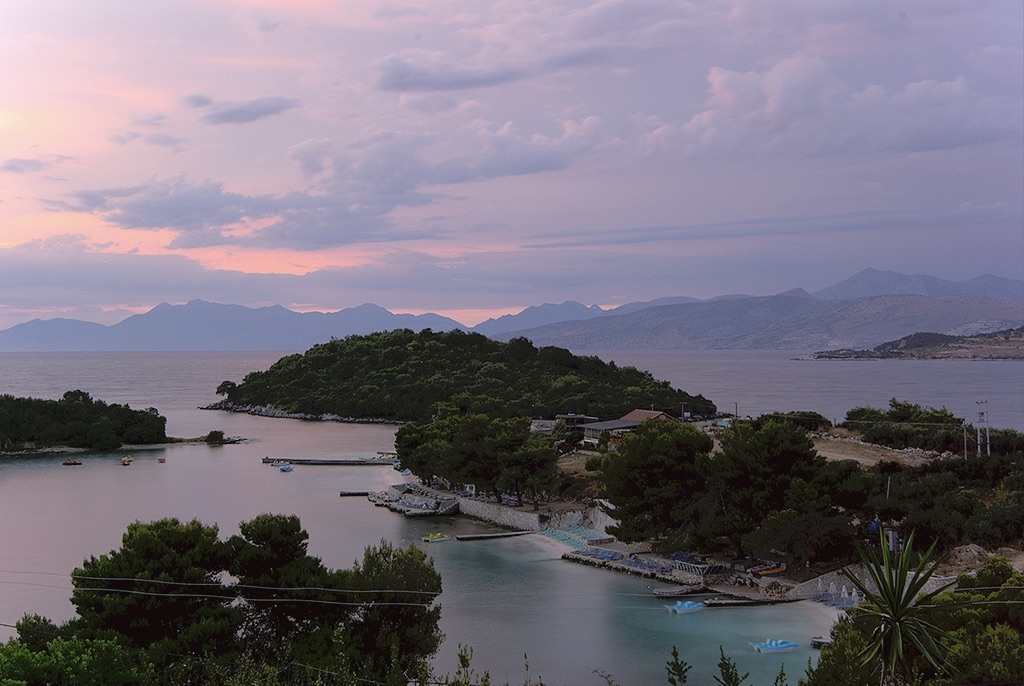
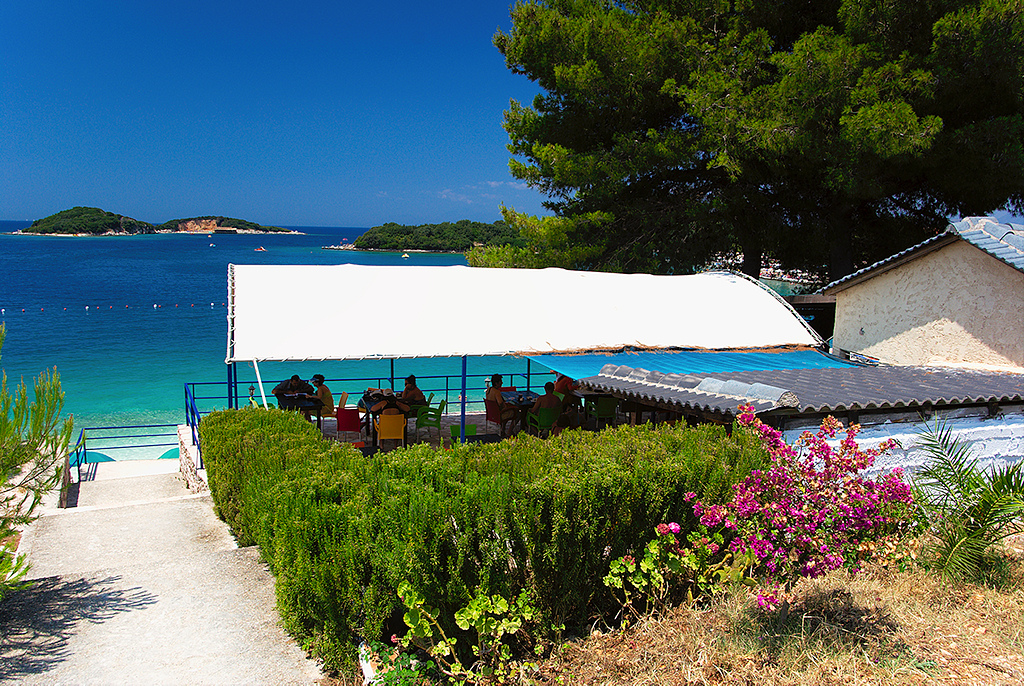
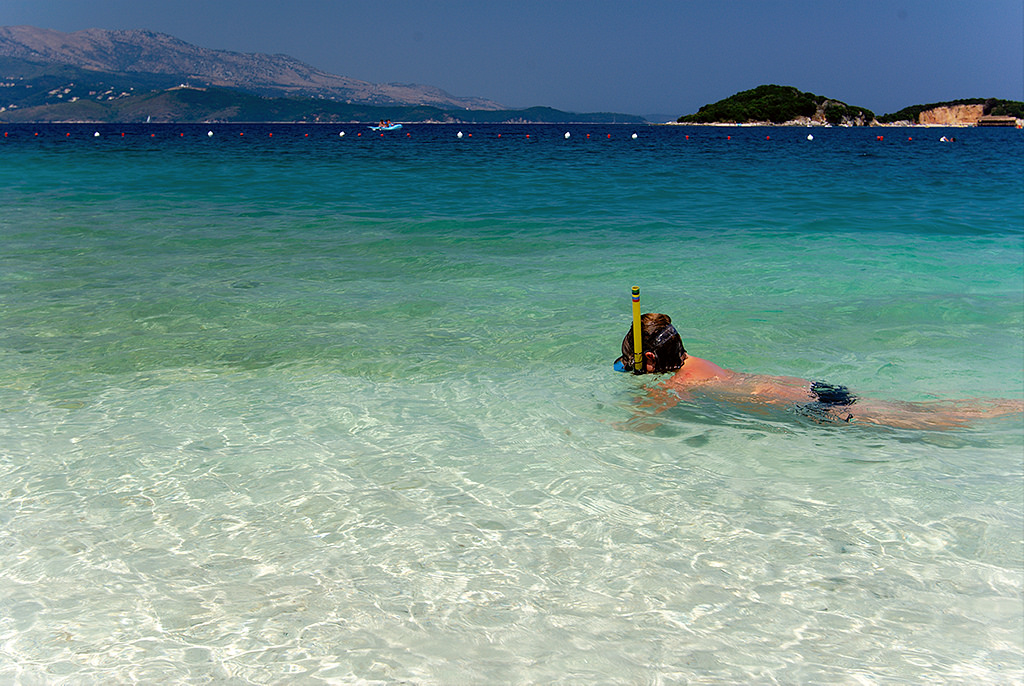
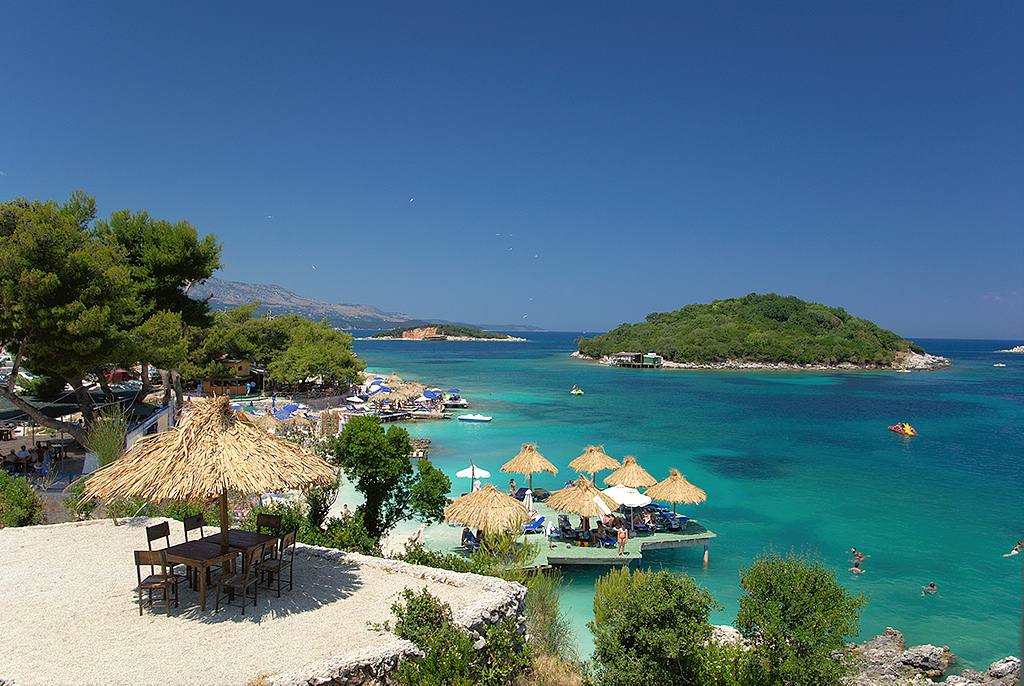
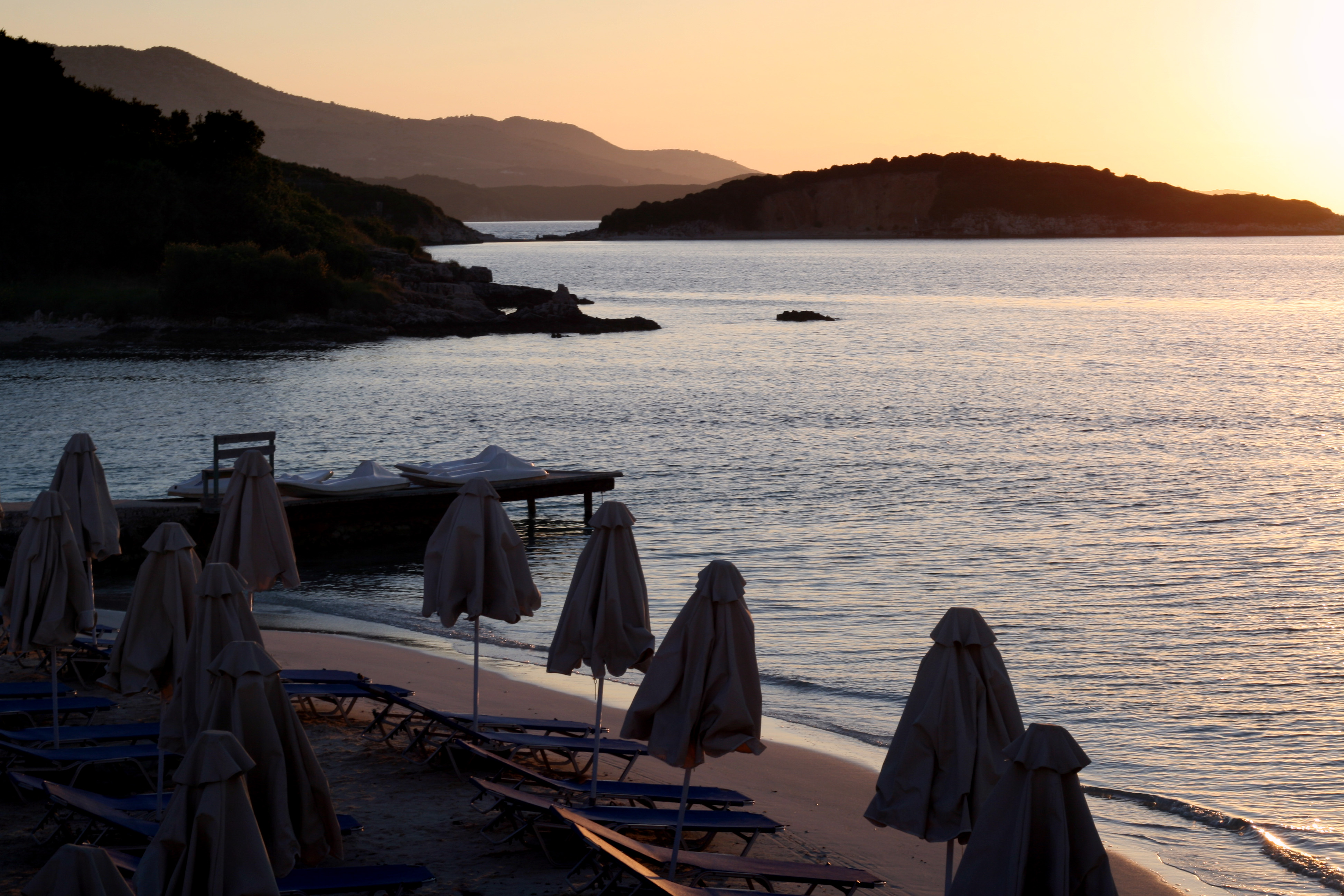
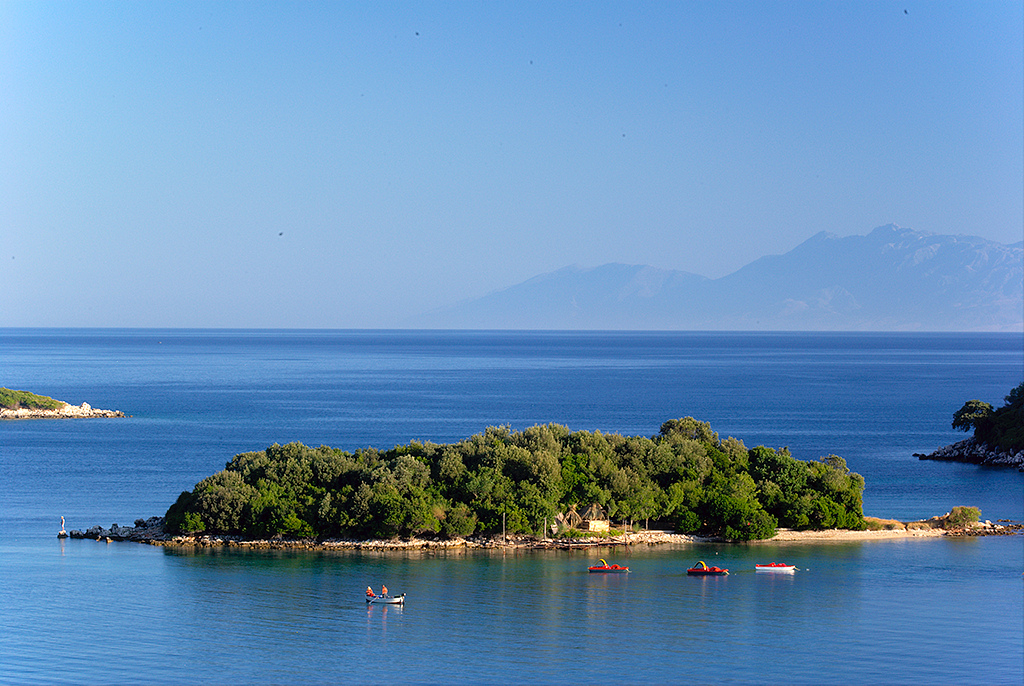